# Le Comédien
Pour les articles homonymes, voir Comédien (homonymie).
Le Comédien est une comédie en quatre actes de Sacha Guitry, créée au théâtre Édouard VII le 21 janvier 1921.
Écrite en l'honneur de son père, Lucien Guitry, elle a été adaptée au cinéma par l'auteur en 1948.

## Quelques productions

### Théâtre Édouard VII, 1921
Mise en scène : Sacha Guitry
Distribution :
- Lucien Guitry : le comédien
- Henri Desfontaines : un auteur dramatique
- Louis Kerly : un régisseur
- Falconetti : Jacqueline Maillard
- Yolande Laffon : Margaret Simonest
- Ellen Andrée : une habilleuse
- Saint-Paul : un acteur
- Berthier : M. Maillard
- Alphonse Franck : un directeur de théâtre
- Georges Lemaire : un valet de chambre
- Alice Beylat : Antoinette Vervier

### Théâtre de la Madeleine, 1938
Mise en scène : Sacha Guitry
Distribution :
- Sacha Guitry : le comédien
- René Fauchois : un auteur dramatique
- Robert Seller : un acteur
- Émile Drain : un directeur de théâtre
- Jean Périer : M. Maillard
- Jacqueline Delubac : Jacqueline Maillard
- Jeanne Boitel : Antoinette Vervier
- Josseline Gaël : Margaret Simonest
- Pauline Carton : une habilleuse
- Georges Lemaire : un valet de chambre
- Morton : un régisseur

## Adaptations cinématographiques
- Le Comédien (1948), film de Sacha Guitry
- Le Comédien (1997), film de Christian de Chalonge